# 田中伸樹
田中 伸樹（たなか のぶき、1949年5月1日 - ）は、広島県出身のアマチュア野球選手（内野手）。

## 経歴
広陵高校では1967年、3年生の時に遊撃手、二番打者として夏の甲子園県大会決勝に進み、エース山本和行を擁する広島商を降す。夏の甲子園では宇根洋介（近大－電電中国）の好投もあり決勝に進出。しかし習志野高の石井好博、醍醐恒男のバッテリーに抑えられ敗退、準優勝にとどまった。高校同期に中堅手の河井昭司がいた。
卒業後は早稲田大学に進学。東京六大学野球リーグでは1968年秋季リーグで優勝を経験するが、谷沢健一、荒川堯らの卒業によって戦力が低下し、その後は優勝に届かなかった。荒川の後継として1970年春季リーグから遊撃手に定着。守備に定評があり同季はベストナイン（遊撃手）に選出されている。大学同期に内野手の望月博、中村勝広、金子勝美がいる。
大学卒業後は東京ガスに入社。1974年にはエース工藤真を擁し都市対抗に19年ぶりの出場を果たす。準々決勝に進むが新日本製鐵堺の中川善弘に7回降雨コールド完封負けを喫する。翌1975年の都市対抗でも準々決勝に進むが大丸に敗退。同年のインターコンチネンタルカップ日本代表にも選出される。1978年の社会人野球日本選手権は松沼博久の好投もあって決勝に進出するが、北海道拓殖銀行に0-1で惜敗した。この大会では優秀選手賞を獲得。
現役引退後は1987年から2年間、また副部長を経て2006年から3年間に東京ガス監督を務めた。2度目の在任中、木村雄太投手にプロ球団からの金銭授受問題（裏金#日本プロ野球参照）が明らかになり活動休止の処分を受けた。